# Alliopsis benanderi
Alliopsis benanderi este o specie de muște din genul Alliopsis, familia Anthomyiidae. A fost descrisă pentru prima dată de Ringdahl în anul 1926. Conform Catalogue of Life specia Alliopsis benanderi nu are subspecii cunoscute.